# Globální proměnná
Globální proměnná je v informatice v programování proměnná s globálním rozsahem, čímž je myšleno, že je viditelná (tedy přístupná) v celém počítačovém programu, až na kontexty, v nichž je zastíněná (tj. překrytá lokální proměnnou se stejným jménem). Soubor všech globálních proměnných je známý jako globální prostředí nebo globální stav. V komplikovaných jazycích, globální proměnné jsou obecně statické proměnné, které jsou dostupné po celou dobu běhu programu. Ačkoliv v případě interpretovaných programovacích jazycích (včetně příkazového řádku) jsou globální proměnné alokovány dynamicky při jejich deklaraci, jelikož nejsou známy předem.
V některých jazycích jsou ve výchozím nastavení všechny proměnné globální, ale ve většině moderních jazyků mají proměnné omezenou působnost (například lexikální omezení). Globální proměnné jsou pak deklarovány často ve vyšší úrovní programu. V jiných jazycích globální proměnné neexistují. Obecně to jsou modulární programovací jazyky, které prosazují modulární strukturu, nebo objektově orientované programovací jazyky, které dostupnost proměnných řeší strukturou tříd.

## Použití
Interakce mechanismů s globálními proměnnými se nazývá globální prostředí. Paradigma globálního prostředí je opakem pro paradigma lokálního prostředí, kde mají všechny proměnné lokální, nesdílnou paměť (a proto veškeré interakce mezi nimi pracují pomocí přeposílání zpráv).
Jsou obvykle považovány za nežádoucí. Globální proměnná může být potenciálně upravována odkudkoliv a kterákoliv část programu na ni může záviset (pokud není umístěna v chráněné paměti anebo určená pouze pro čtení). Globální proměnná proto má neomezený potenciál pro vytváření vzájemné závislosti a přidáním vzájemné závislosti zvyšuje složitost. Globální proměnné ztěžují včlenění modulů, protože v softwaru, který byl napsán někým jiným, mohla být použita stejná globální jména; tyto problémy lze omezit zavedením konvence pojmenování. Nicméně v některých případech může být použití globálních proměnných vhodné. Například mohou být využity k tomu, aby se zabránilo nutnosti neustále předávat často využívané proměnné v několika funkcích. V praxi je to tak, že velké programy mohou vysloveně vyžadovat velký počet globálních proměnných. Velké programy obsahují mnoho parametrů, které jsou sdíleny mezi různými funkcemi. V tomto případě musíme dbát na to, abychom se ujistili, že sdílení globálních dat mezi funkcemi bude probíhat bez nehody.
Globální proměnné jsou značně používány pro předávání informací mezi částmi kódu, které nesdílí takzvaný vztah volajícího/volaného (caller/callee) jako souběžné podprocesy či signální manipulátory. V jazycích (včetně jazyka C), kde každý soubor definuje implicitní jmenný prostor, se většina problémů s globálními proměnnými eliminuje oproti jazykům s globálním jmenným prostorem. Bez správného zamykání, jako např. vzájemné vyloučení (mutex), je kód používající globální proměnné nebezpečný s výjimkou proměnných jen pro čtení, které se nacházejí v chráněné paměti.

## Systémové proměnné
Systémové proměnné jsou prostředky poskytované některými operačními systémy. Uvnitř OS shellu (ksh v Unixu, bash v Linuxu, COMMAND.COM v DOSu a CMD.EXE ve Windows). Například v unixových systémech je možné z běžné proměnné vytvořit systémovou proměnnou pomocí klíčového slova „export“. Jiný kód než v shellu přistupuje k těmto proměnným pomocí API metod, jako například getev() a setenv().
Proměnné prostředí jsou lokální uvnitř určitého procesu, ve kterém jsou deklarovány. To znamená, že pokud spustíme dva terminály (dva různé procesy shellu) a změníme systémovou proměnnou, tak tato změna nebude vidět v ostatních terminálech. Ale když je vytvořen nový podřízený proces (potomek), pak zdědí všechny systémové proměnné a jejich hodnoty z nadřazeného procesu (rodiče).

## Global-only a global-by-default
Několik nestrukturovaných jazyků, jako například starší verze jazyků BASIC, COBOL a FORTRAN (1956) poskytují pouze globální proměnné. Později Fortran II (1968) představil podprogramy s lokálními proměnnými a klíčové slovo COMMON pro přístup ke globálním proměnným. Proměnné jsou implicitně globální také v jazycích Forth, Lua, Perl a ve většině shellů.

## Podle jazyků

### C a C++
Programovací jazyk C nemá klíčové slovo global. Nicméně proměnné deklarované vně funkcí jsou v rámci souboru dostupné odkudkoli.

### Java
Některé jazyky jako Java, nemají globální proměnné. V Javě jsou všechny proměnné, které nejsou lokální, součástí konkrétní třídy. Proto jsou proměnné dostupné pouze v rámci třídy či její metody. Položky typu „static public“ jsou použity pro většinu účelů jako globální proměnné v jiných jazycích protože jejich chování je velmi podobné. Za globální proměnnou však může být považován singleton, proto také tento návrhový vzor bývá kritizován.

### PHP
PHP má několik méně obvyklých způsobů přístupu ke globálním proměnným. Proměnné deklarované vně funkcí jsou dostupné v celém skriptu. Mají-li být dostupné uvnitř funkcí, musí je programátor importovat pomocí klíčového slova global.
Některé předdefinované proměnné, známé jako superglobální, jsou dostupné vždy. Všechna jsou pole. Superglobální proměnná $GLOBALS obsahuje všechny proměnné definované mimo funkce. Změnou jejich elementů se změní obsah původních proměnných a přidáním elementu se vytvoří proměnná nová. Superglobální proměnné $_POST a $_GET jsou široce využívány při programování webových aplikací.

### Ostatní jazyky
- V jazyce Python a MATLAB může být globální proměnná deklarována kdekoliv pomocí klíčového slova.
- Globální proměnné v jazyce Ruby jsou vyznačené symbolem dolar (‚$‘).